# L’incoronazione di Poppea

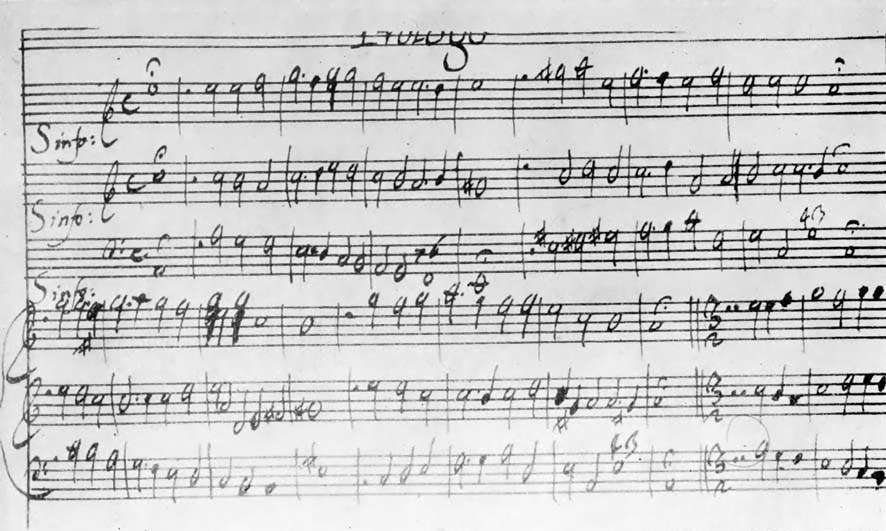
Sinfonia aus dem Prolog

L’incoronazione di Poppea (italienisch; deutsch „Die Krönung der Poppea“, SV 308), die letzte Oper von Claudio Monteverdi, ist eines der innovativsten Werke des Komponisten und war wegweisend für die weitere Entwicklung der Gattung.

## Handlung
Im Mittelpunkt steht die historische Figur des Nero. Ein antikisierendes Moment bleibt in den allegorischen Figuren des Prologs, mit dem die Oper beginnt. Tugend (Virtù), Glück (Fortuna) und Liebe (Amor) beweisen sich gegenseitig ihre Stärken. Letztlich beendet Amor den Disput, indem er zu beweisen verspricht, dass es allein die Liebe ist, die über allem anderen den Lauf der Dinge bestimmt.

### Erster Akt
Die Handlung spielt im antiken Rom um das Jahr 62 n. Chr. Ottone, aus dem Feld nach Rom zurückgekehrt, muss vor Poppeas Haus erfahren, dass Nerone bei ihr ist und sie seine Geliebte wurde, obwohl sie sich einst ihm versprochen hat. Als er zwei Soldaten bemerkt, die den bei Poppea weilenden egomanischen Kaiser von Rom bewachen, zieht er sich gekränkt zurück. Auch die Soldaten machen ihrem Ärger über Nerone in sarkastischen Bemerkungen Luft, werden aber durch das erscheinende Liebespaar unterbrochen.
In einer zärtlichen Abschiedsszene verspricht Nerone, seine Gattin Ottavia zugunsten Poppeas zu verstoßen. Poppea bleibt allein zurück und gibt sich ihrer Hoffnung hin. Einzig ihre Amme Arnalta meldet Bedenken an.
Ottavia ist wütend über die Kränkung durch Nerone. Ihre Amme Nutrice weiß Rat: Ottavia solle sich einen Liebhaber suchen, um den Treuebruch zu rächen. Die Kaiserin weist sie empört zurück. Auch die Reden des Philosophen Seneca, der ihr weiterhin tugendsame Standhaftigkeit rät, können die betrogene Kaiserin nicht beruhigen. Der Page Valletto unterstützt seine Herrin, indem er Seneca, den Erzieher und politischen Berater des Kaisers, verspottet und unumwunden aller Philosophen Weisheit für Schwindel erklärt. Dennoch bittet Ottavia den Philosophen, sich bei Senat und Volk für sie gegen Nerones Absichten einzusetzen.
Während Seneca Betrachtungen über die Last des Herrschens anstellt, prophezeit ihm eine Todesbotin sein baldiges Ende.
Ein Gespräch zwischen Seneca und Nerone, in dem der Kaiser seinen Entschluss offenbart, Ottavia zu verstoßen und Poppea zu heiraten, gipfelt in einem Wutausbruch Nerones. Senecas Mahnungen finden kein Gehör.
Poppea fürchtet den Einfluss Senecas und verleumdet ihn bei Nerone. Dieser beschließt, Seneca den Selbstmord zu befehlen.
Ottone verzweifelt an Poppeas Abwendung, und da er fürchtet, sie könne auch ihn verleumden, erwägt er, Poppea zu töten. Als seine frühere Geliebte Drusilla erscheint, geht er zum Schein auf ein Liebesspiel ein.

### Zweiter Akt
Seneca preist die Beschaulichkeit seines Landlebens, als ihm Liberto den tödlichen Befehl Nerones überbringt. In voller Übereinstimmung mit den stoischen Tugenden begrüßt der Philosoph den Tod als glückliches Schicksal. Er versammelt seine Schüler um sich und öffnet sich im Bad die Pulsadern.
Da Seneca nun tot ist, feiern Nerone und sein Freund und Hofdichter Lucano ein ausschweifendes Gelage. Der Kaiser beginnt eine Hymne auf Poppeas Schönheit und Reize zu ersinnen, bei der er in höchste Verzückung gerät.
Ottone ist über seine eigenen Mordpläne entsetzt und fügt sich in sein Schicksal, dieser schönen Frau ergeben zu sein. Da befiehlt ihm Ottavia, die Ermordung der Poppea in Frauenkleidern zu verüben. Sie droht: „Wenn du mir nicht gehorchst, / Verklage ich dich bei Nerone, / Dass du mich / Vergewaltigen wolltest, / Ich werde dafür sorgen, / Dass Martern und Tod dich noch heute treffen“. Ottavia gibt sich nun ganz ihren Rachegelüsten hin.
Während Valletto die Amme Nutrice mit ihrem Alter aufzieht, jubelt Drusilla, ihren Geliebten Ottone wiedergewonnen zu haben. Dieser weiht nun Drusilla in den Mordauftrag ein und will mit ihr die Kleider tauschen.
Poppea ruht auf ihrem Lager und Arnalta singt für sie ein Schlaflied. Da schleicht sich der verkleidete Ottone heran, um die Schlafende zu töten. Doch Amor steigt vom Himmel und gelobt Poppea zu schützen und verhindert den geplanten mörderischen Anschlag. Ottone flieht. Arnalta, durch den Mantel getäuscht, hetzt des Kaisers Wachen auf Drusilla.

### Dritter Akt
Die ahnungslose Drusilla wird verhaftet und muss feststellen, dass der Mord fehlgeschlagen ist. Um Ottone zu schützen, nimmt sie alle Schuld auf sich, dieser aber bekennt sich nun als Täter im Auftrag Ottavias. Nerone schenkt beiden das Leben in der Verbannung. Auch Ottavias Verstoßung wird nun bekanntgegeben. Einer Hochzeit des Kaisers mit seiner Geliebten steht nichts mehr im Weg.
Während Ottavia ihr schweres Schicksal beklagt, wird Poppea zur neuen Kaiserin gekrönt. Amme Arnalta malt sich ihre Zukunft als Mitglied der „Upperclass“ Roms aus, während sich das hocharistokratische Liebespaar der Ekstase hingibt. Die Liebesgötter und der triumphierende Amor stimmen in den Chor ein, der Poppeas und Nerones Ausdruck ihres berauschenden Liebesglücks das letzte Wort (eines der berührendsten Liebesduette der gesamten Operngeschichte) lässt: „Pur ti miro“ (‚Dich nur sehen‘).

## Rezeption
Es ist ungeklärt, ob Monteverdi alleiniger Autor der Oper ist. Von der Partitur haben sich zwei Handschriften erhalten: eine in Venedig und die andere in Neapel, aber keine von beiden entspricht der Urfassung. Das Drama in musica gehört zu den ersten, die nicht für einen Fürstenhof gefertigt wurden, sondern für ein öffentliches Haus, das Teatro Santi Giovanni e Paolo in Venedig, wo Monteverdis Spätwerk in der Karnevalssaison 1642–1643 uraufgeführt wurde. Dabei verkörperte die seinerzeit berühmte Primadonna Anna Renzi die tragische Rolle der Ottavia, und es wird vermutet, dass sie auch eine weitere Partie sang, eventuell die Drusilla.
Die Oper gilt in der Fachwelt „als Musterbeispiel der frühen venezianischen Oper und als zukunftsweisend für die Oper allgemein, weil sie ein markantes Typenpersonal bereitstellt: das hohe Paar, dem ein im Rang niedriges gegenübersteht, die komische Alte und nicht zuletzt der verliebte Page, der in Mozarts Cherubino aus ‚Figaros Hochzeit‘ und in Octavian, dem Strauss’schen ‚Rosenkavalier‘, weiterlebt“ (Jansen 2002, S. 21).
Das Bühnenwerk ist eine venezianische Karnevalsoper, die jedoch mit schriller „Gaudi“ nichts zu tun hat. Darunter versteht man historisch Opern, die während der Karnevalssaison (nach Weihnachten bis Aschermittwoch) aufgeführt wurden.
Nach dem Zweiten Weltkrieg setzte sowohl in der wissenschaftlichen Auseinandersetzung mit der Oper als auch in der Aufführungspraxis – bedeutsam waren etwa die Aufführungen unter Herbert von Karajan (Wien, 1963) und Nikolaus Harnoncourt (Zürich, 1977) – sowie der Veröffentlichung von Tondokumenten und DVDs ein regelrechter Boom ein, der bis heute anhält.

## Ausgaben
- Hugo Goldschmidt (Leipzig, 1904 in Studien zur Geschichte der Italienischen Oper im 17. Jahrhundert)
- Vincent d’Indy (Paris, 1908)
- Gian Francesco Malipiero (Wien, 1931; in Claudio Monteverdi: Tutte le opere)
- Ernst Krenek (Wien, 1935)
- Giacomo Benvenuti (Mailand, 1937)
- Giorgio Federico Ghedini (Mailand, 1953)
- Hans Redlich (Kassel, 1958)
- Walter Goehr (Wien und London, 1960)
- Raymond Leppard (London, 1966)
- Alan Curtis (London, 1989)
- René Jacobs (Köln, 1990); Versuch einer Urfassung („Versione originale“); unter Verwendung der Ausgabe Malipiero 1931 als Grundgerüst, im Auftrag des WDR